# Ramousies
Ramousies [ʁamuzi] ist eine französische Gemeinde im Département Nord in der Region Hauts-de-France. Sie gehört zum Kanton Fourmies im Arrondissement Avesnes-sur-Helpe. Die Bewohner nennen sich Ramousiens und Ramousiennes.

## Geografie
Die Gemeinde Ramousies liegt an der Helpe Majeure im Regionalen Naturpark Avesnois, 20 Kilometer südsüdöstlich von Maubeuge. Sie grenzt im Norden an Felleries, im Osten an Liessies, im Süden an Sains-du-Nord und im Westen an Sémeries.

## Bevölkerungsentwicklung
| Jahr                       | 1962 | 1968 | 1975 | 1982 | 1990 | 1999 | 2006 | 2013 | 2021 |
| Einwohner                  | 335  | 358  | 324  | 280  | 247  | 245  | 240  | 234  | 227  |
| Quellen: Cassini und INSEE |      |      |      |      |      |      |      |      |      |

## Sehenswürdigkeiten

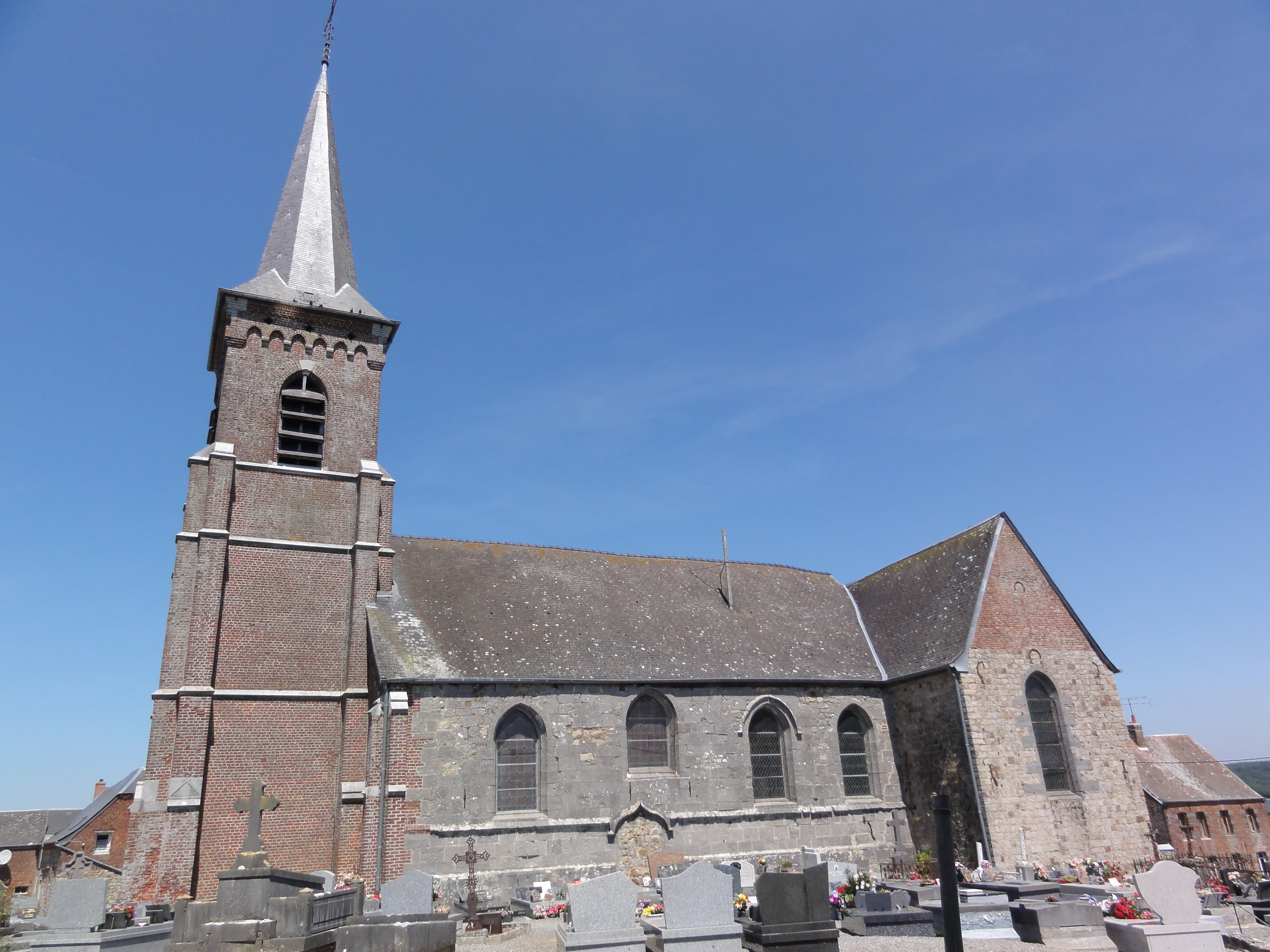
Kirche Saint-Sulpice
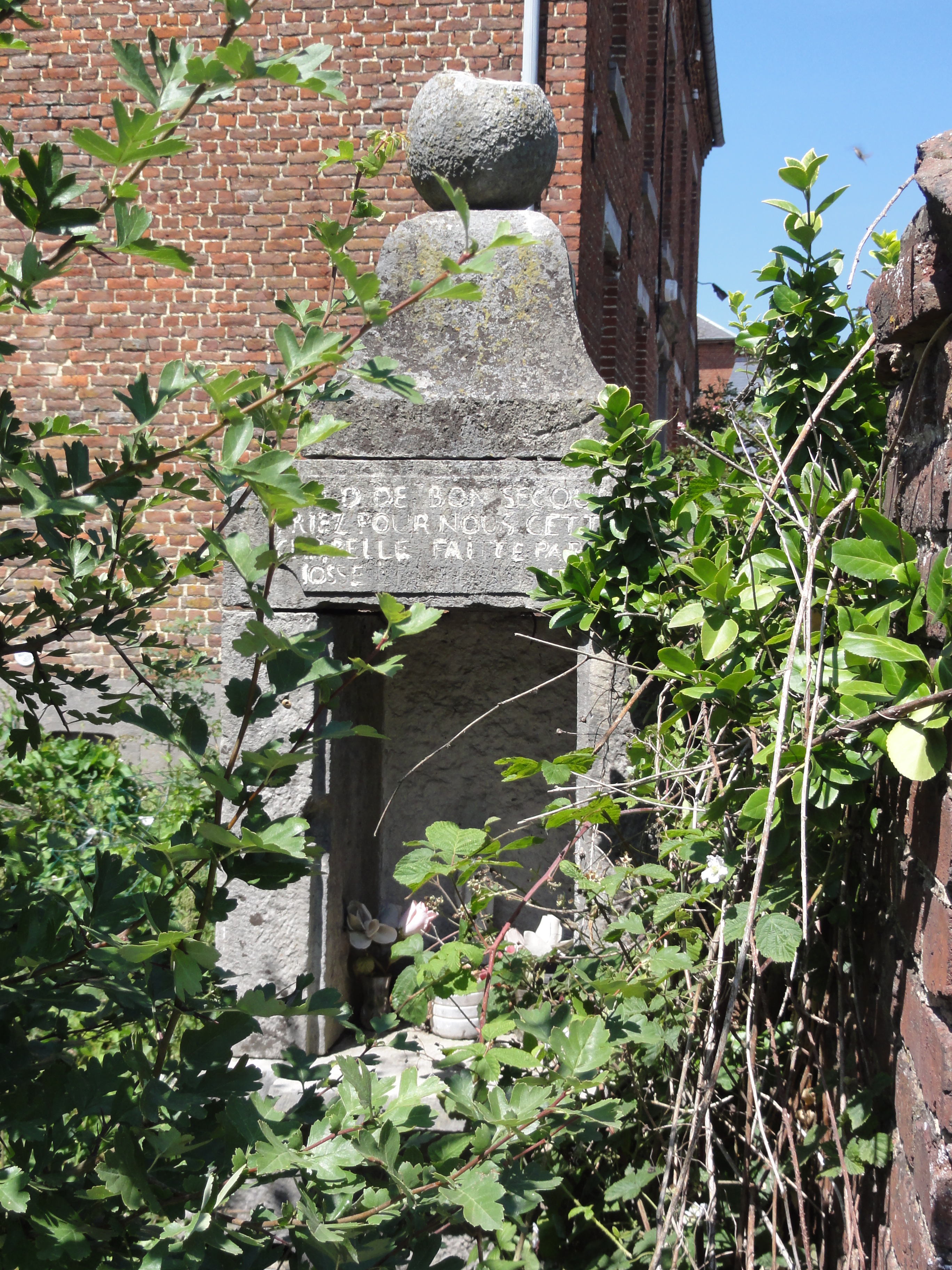
Oratorium Notre-Dame-de-Bons-Secours, (Monument historique) und weitere Oratorien
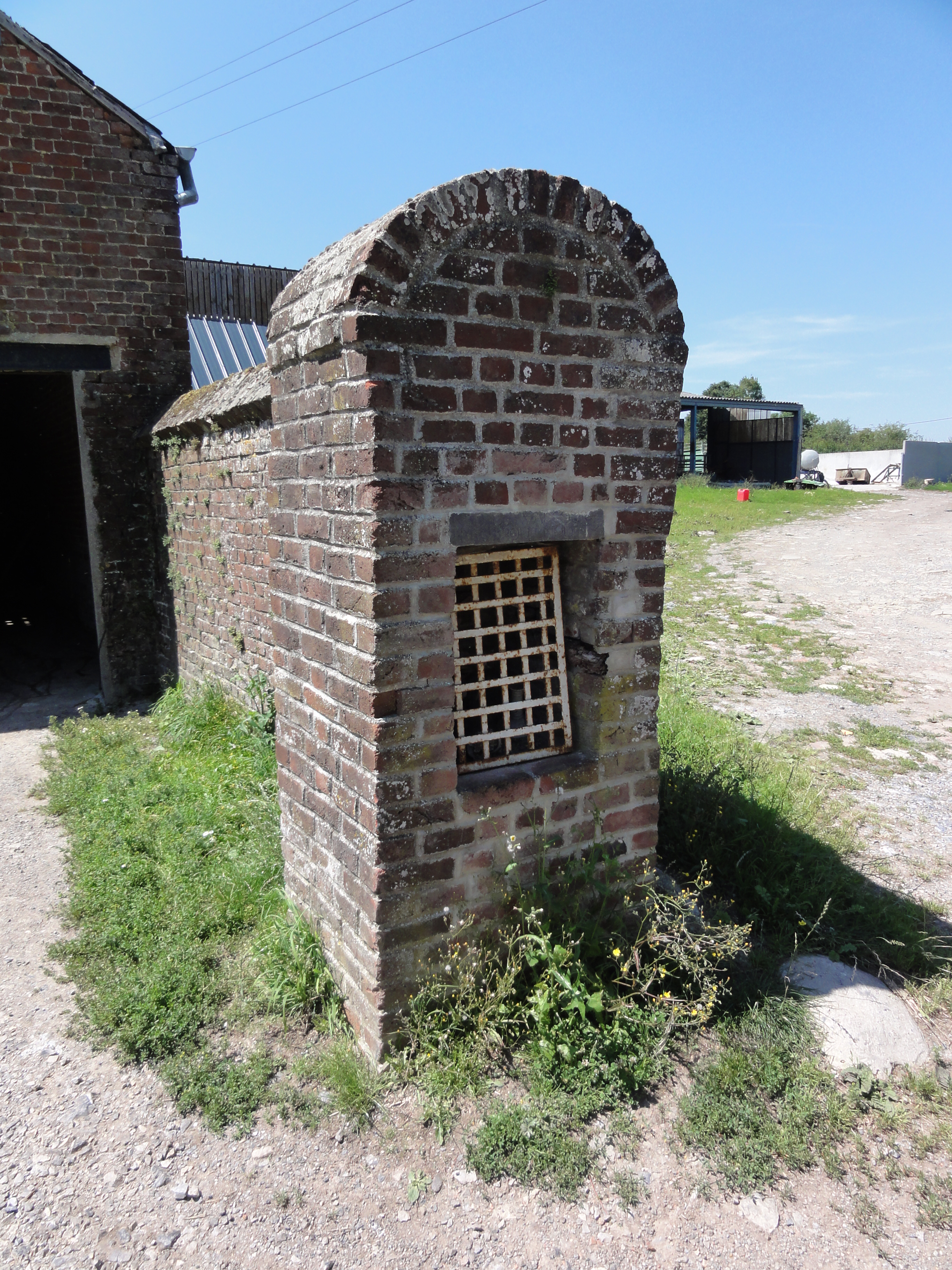
ehemalige Wassermühle
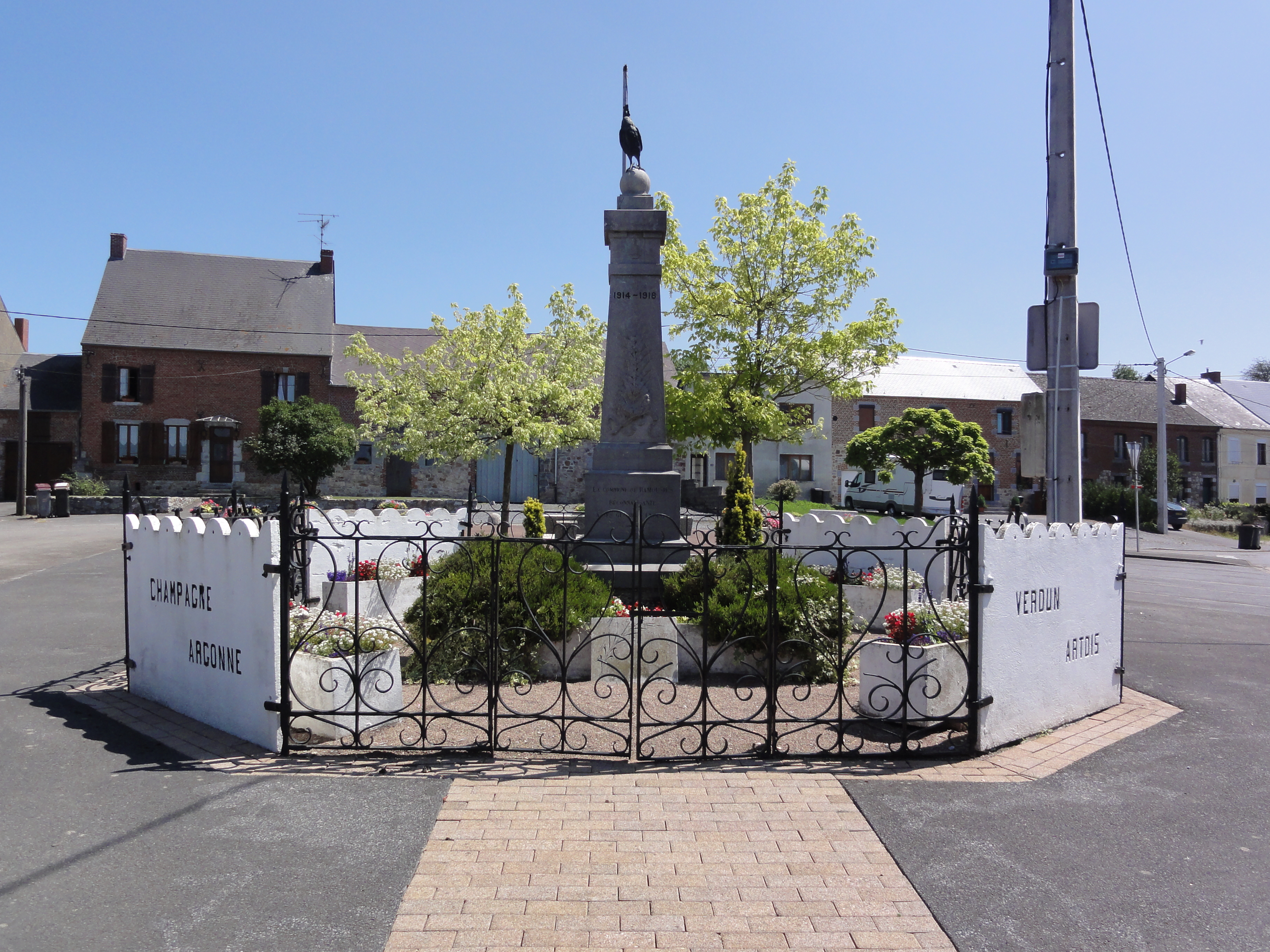
Gefallenendenkmal

- Kirche Saint-Sulpice
- Oratorium Notre-Dame-de-Bons-Secours
- Oratorium Notre-Dame-de-Walcourt
- Gefallenendenkmal